# ばるちゃん
ばるちゃんとは、イメージキャラクターの1つである。バルブをモチーフとしてデザインされている。

## プロフィール
- 名前：ばるちゃん
- 誕生年：2010年
- 出身：東京タワーの近く[1]
- 好きなこと：水遊び[1]

## 概要
バルブのPR活動を目的に、日本バルブ工業会が2010年に制定したキャラクターである。

## グッズ
日本バルブ工業会よりばるちゃんのミニフィギュアとストラップが販売されている。また、日本バルブ工業会の60周年記念バッヂにもばるちゃんが描かれている。